# Пусторебрик оголений
Пусторебрик оголений, ценолофій оголений (Cenolophium denudatum) — вид рослин родини окружкові (Apiaceae), поширений у Євразії від України й Балтії до Монголії й Сибіру.

## Опис
Багаторічна трав'яниста рослина 50–100(150) см заввишки. Нижні й середні стеблові листки тричі перисті, їх частки перистороздільні, верхні — часто з 2–3 частками або цільні, частки загострені, лінійні або ланцетно-лінійні. Листова пластинка базального листя 10–20 × 8–18 см; кінцеві сегменти 10–60 × 1–5 мм. Верхнє листя менше. Обгортоки зовсім немає або вона з 1–5 опадаючих лист. Зонтики 5–10 см в діаметрі, з 15–25 голими променями. Обгорточки з численних вузько лінійних листочків. Плоди 3.5–5 мм довжиною.

## Поширення
Поширений у Євразії від України й Балтії до Монголії й Сибіру.
В Україні зростає на піщаних берегах річок — в Поліссі, Лісостепу і на півночі Степу.